# 李小棠
李小棠（1950年—），汉族，中华人民共和国政治人物、第十一届全国政协委员。作家巴金之子。

## 生平
李小棠从复旦大学毕业后在上海市政协文史室工作，担任上海市政协《浦江纵横》杂志主编。2008年，当选第十一届全国政协委员，代表新闻出版界，分入第四十四组。